# Schaakboksen

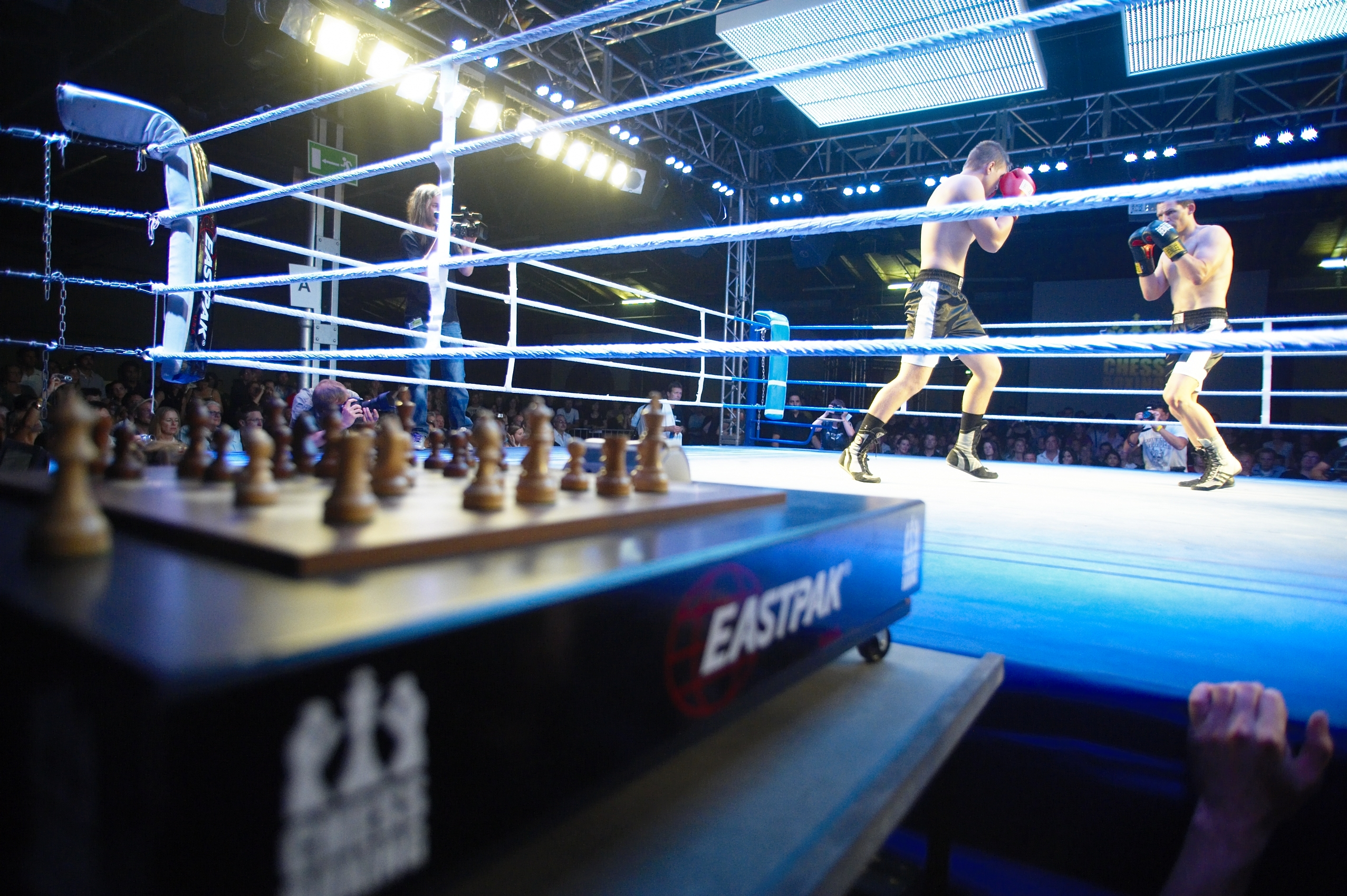
Schaakboksers aan het boksen

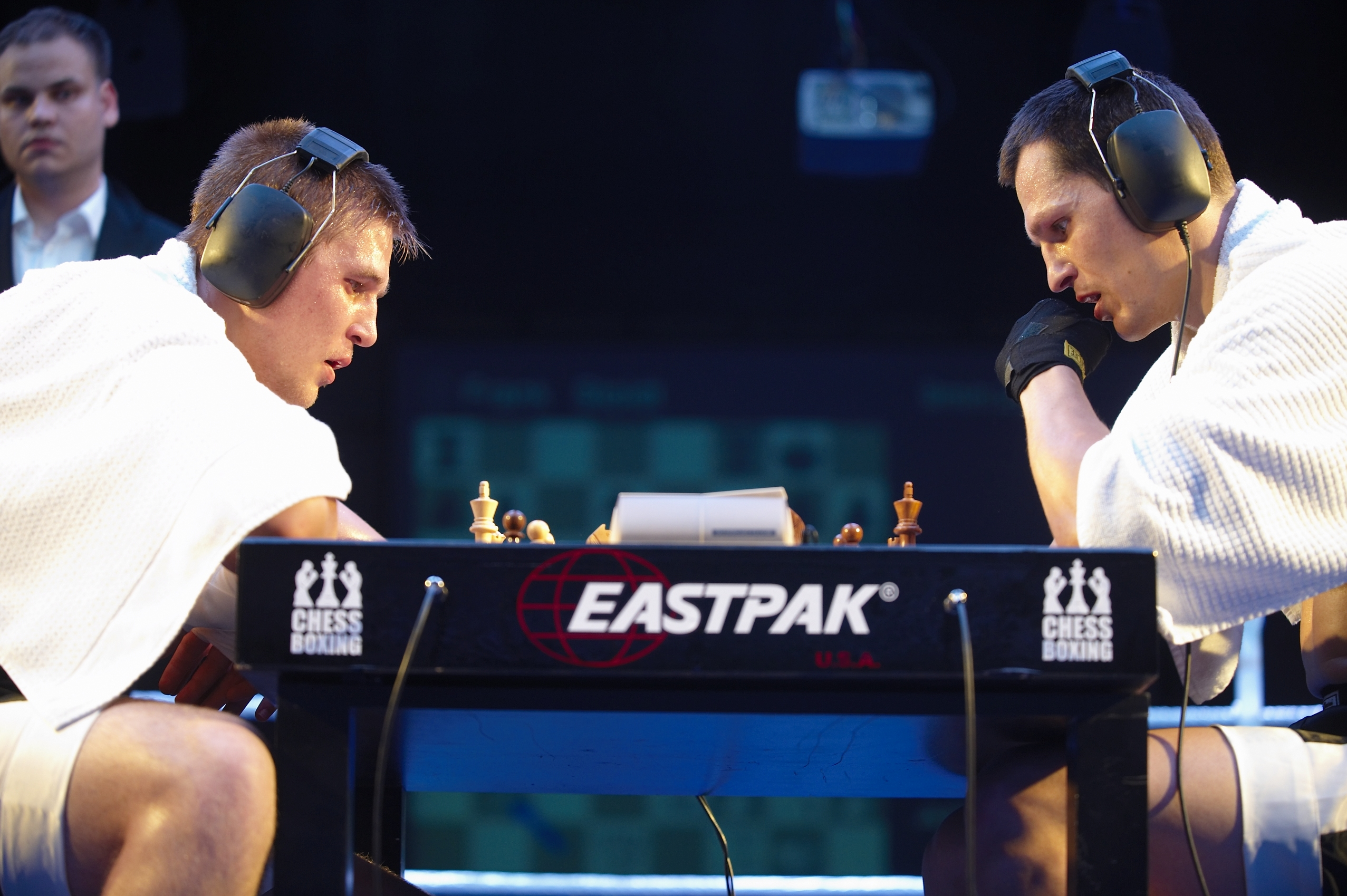
Schaakboksers aan het schaken

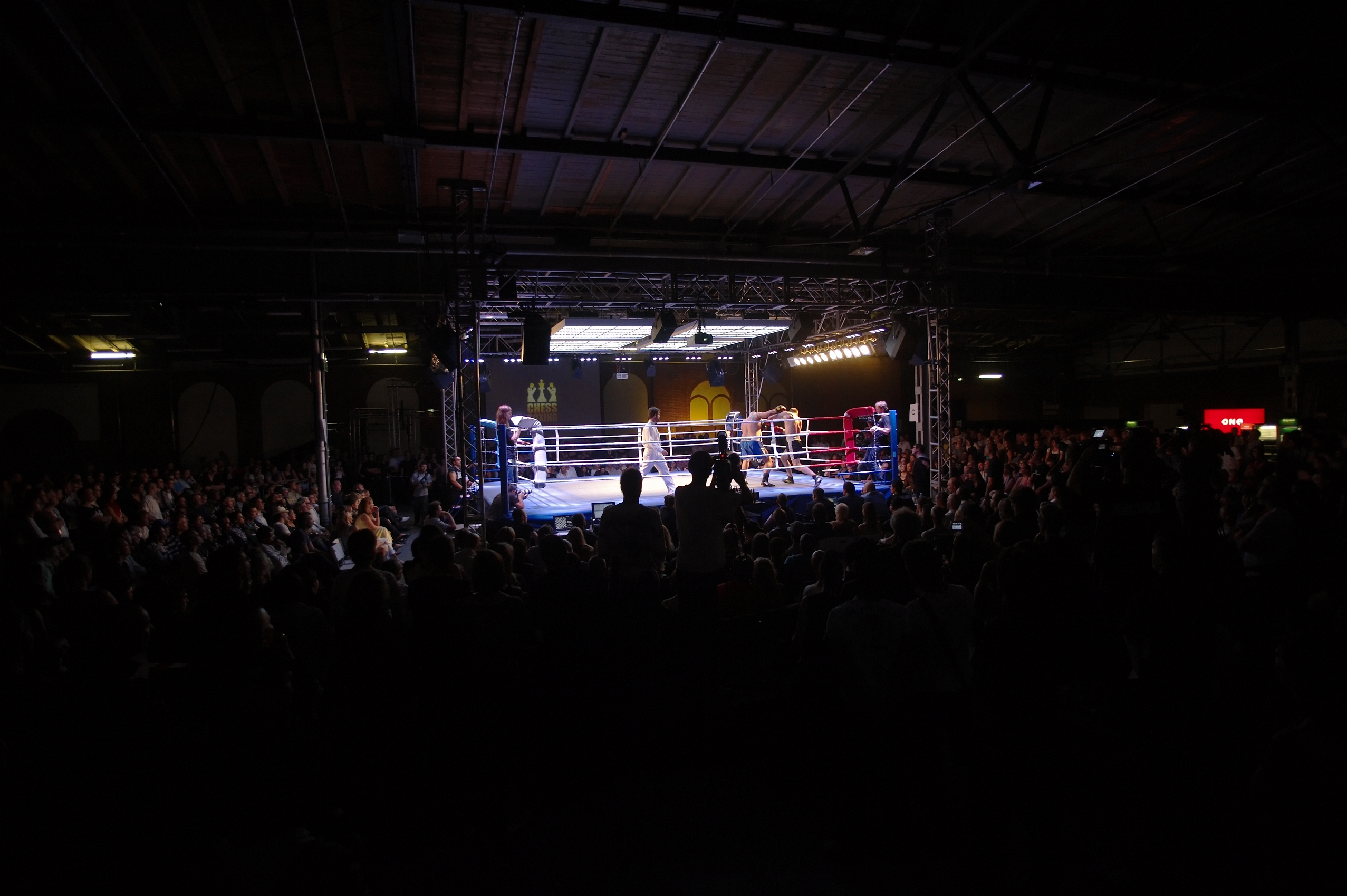
Toeschouwers bekijken een schaakboksevenement

Schaakboksen is een sport die, zoals de naam al zegt, de denksport schaken combineert met de vechtsport boksen. Het is een door de Nederlandse kunstenaar Iepe Rubingh geïntroduceerde sport.

## Geschiedenis
De Franse striptekenaar en filmregisseur Enki Bilal  bedacht in 1992 voor zijn strip Froid Équateur het schaakboksen. Hierdoor geïnspireerd heeft Rubingh in Berlijn in 2003 de eerste schaakbokswedstrijd georganiseerd. In die eerste wedstrijd speelde Rubingh zelf onder zijn schaakboks-alias Iepe the Joker tegen The Lawyer, een alias van advocaat Jean-Louis Veenstra uit Amsterdam. Iepe The Joker won die strijd, waarop The Lawyer een revanche eiste, die in Paradiso, Amsterdam, werd gevochten.
In de periode van die eerste wedstrijden ontstond er belangstelling voor schaakboksen uit de beide moedersportwerelden. Arnold Vanderlyde trainde bijvoorbeeld Rubingh voor de wedstrijden.
De World Chess Boxing Organisation (WCBO), die opgericht is om meer wedstrijden te organiseren, heeft contacten met Garri Kasparov, een van de grote schakers van de wereld, en de broers Vladimir en Vitali Klytsjko. Deze laatsten zijn boksers op hoog niveau en bovendien hoogbegaafd. Als voorbereiding op hun bokswedstrijden schaken ze ter concentratie.
In de Franz-Mett-Halle, een oude DDR-sportschool in het oosten van Berlijn, is de eerste schaakboksclub ter wereld gevestigd.

## Opzet
Een wedstrijd bestaat uit zes rondes schaak afgewisseld met vijf rondes boksen. Elke ronde duurt drie minuten, er wordt gestart met de schaakronde. Tussen elke ronde is een minuut pauze, bedoeld voor het aan- en uittrekken van de bokshandschoenen en koptelefoon. De speelwijze van het schaken is snelschaken waarbij elke speler een bedenktijd heeft van maximaal 12 seconden.
Een wedstrijd eindigt via schaakmat, knock-out, een jury-besluit of de overschrijding van de bedenktijd. Als een speler geen zet uitvoert tijdens de schaakronde krijgt hij een waarschuwing. Een volgende waarschuwing resulteert in diskwalificatie.